# Lijst van oorlogsmonumenten in Bunnik
De Nederlandse gemeente Bunnik heeft 2 oorlogsmonumenten. Hieronder een overzicht.
| Nr.  | Object                              | Herdachte groep        | Ontwerper             | Onthulling | Type   | Locatie                     | Plaats    | Coördinaten                  | Foto                           |
| ---- | ----------------------------------- | ---------------------- | --------------------- | ---------- | ------ | --------------------------- | --------- | ---------------------------- | ------------------------------ |
| 472  | Monument voor Régis Charles Deleuze | geallieerde militairen |                       | 1946       | kruis  | De Laan                     | Werkhoven | 52° 1' 60" NB, 5° 15' 25" OL | Meer afbeeldingen              |
| 1903 | Monument in Fort bij Rijnauwen      | verzet Nederland       | Joop den Ouden (klok) | 1946       | overig | Rhijnauwenselaan 5, 3981 HH | Bunnik    | 52° 4' 1" NB, 5° 10' 41" OL  | Monument in Fort bij Rijnauwen |

Amersfoort ·
Baarn ·
Bunnik ·
Bunschoten ·
De Bilt ·
De Ronde Venen ·
Eemnes ·
Houten ·
IJsselstein ·
Leusden ·
Lopik ·
Montfoort ·
Nieuwegein ·
Oudewater ·
Renswoude ·
Rhenen ·
Soest ·
Stichtse Vecht ·
Utrecht ·
Utrechtse Heuvelrug ·
Veenendaal ·
Vijfheerenlanden ·
Wijk bij Duurstede ·
Woerden ·
Woudenberg ·
Zeist